# M/M/1/N
M/M/1/N – system kolejkowy, w którym rozkład czasu pomiędzy kolejnymi zgłoszeniami do systemu oraz rozkład czasu obsługi pojedynczego zgłoszenia są rozkładami wykładniczymi, istnieje jedno stanowisko obsługi i źródło zgłoszeń ma skończony wymiar równy {\displaystyle N.}

## Parametry systemu
- {\displaystyle N+1} możliwych stanów:
  - brak zgłoszeń w systemie {\displaystyle (H_{0})}
  - jedno zgłoszenie w systemie {\displaystyle (H_{1})} itd.
  - {\displaystyle N+1} zgłoszeń w systemie – jedno obsługiwane {\displaystyle (H_{N})}

- prawdopodobieństwa stanów systemu:
  - prawdopodobieństwo, że system jest w stanie {\displaystyle H_{i}{:}}

{\displaystyle p(H_{i})=p_{i}=p_{0}{\frac {N!}{(N-i)!}}\rho ^{i}}
{\displaystyle p_{0}={\frac {1}{\sum \limits _{k=0}^{N}{\frac {N!}{(N-k)!}}\rho ^{k}}}}
- prawdopodobieństwo zajętości stanowiska obsługi:

{\displaystyle p_{z}=1-p_{0}}